# 習雪
習雪（1987年1月22日—），湖北襄阳人，中國大陸女演员。畢業於北京師範大學藝術與傳播學院04级表演系。現居於北京市。

## 生平
2003年，習雪在16歲時演出歷史劇《江山風雨情》中的「樂安公主」而進入演藝圈。2011年，因《宫》劇中的「凝香格格」一角而廣為人知。其後並参演了《國色天香》、《尋你到天涯》、《陸貞傳奇》等知名電視劇。2012年，習雪主演革命諜戰劇《盛宴》受到關注。

## 电视剧
- 2004《傻小李元霸》饰 小茹
- 2005《江山风雨情》饰 乐安公主
- 2007《孩子你在哪里》饰 肖桂欣
- 2007《加油！晓惠》饰 许晓惠(少年)
- 2008《破茧而出》饰 阳阳
- 2008《拯救之非常地带》饰 苏小乖
- 2009《八千湘女上天山》饰 谢采薇
- 2009《名门新娘》饰 香雪灵
- 2010《毕业后的日子》饰 田晓丽
- 2010《嗨，芳邻》饰 芳芳
- 2010《寻找证人》饰 林雨桐
- 2010《国色天香》饰 苏雨心
- 2011《宫》饰 凝香格格
- 2011《血洗淘金谷》饰 田凤芹
- 2011《百媚千娇》饰 红绣女
- 2012《寻你到天涯》饰 桑娅
- 2012《名门媳妇》饰 叶子寒
- 2012《儿女的战争》饰 楚清
- 2013《盛宴》饰 胡了了
- 2013《明日已太远》饰 卫倩容 (2007年拍攝)
- 2013《陆贞传奇》饰 沈嘉敏
- 2013《门第》饰 丁小曼
- 2013《爱情面前谁怕谁》饰 安叶
- 2013《冲出迷雾》饰 林溪
- 2014《虎刺红》饰 樱木芳子
- 2014《古剑奇谭》饰 冷面杀手
- 2014《大明按察使之铁血断案》饰
- 2015《封神英雄》饰 芊羽
- 2015《深宅雪》饰 韩江雪
- 2015《爱我，你别走》饰 文娜
- 2017《我的仨妈俩爸》饰 王爱萍
- 2019《听雪楼》饰 殷流硃
- 2019《怒海潜沙&秦岭神树》(網絡劇)饰 陈文锦
- 2019《漫長的告別》饰 陈雪
- 2019《锦衣之下》饰 林菱
- 2021《与君歌》饰 程兮
- 2021《周生如故》饰 高淮陽
- 2022《山河月明》(2018年拍攝)饰 呂妃
- 2024《深潛》(2019年拍攝)饰 唐太太/曾夢萤
- 待播《瑶象传奇》
- 待播《大道地》

## 外部連結
- 習雪的新浪微博
- 習雪在互联网电影资料库（IMDb）上的資料（英文）
- 習雪在豆瓣上的资料（简体中文）